# عباس‌آباد (اصفهان)

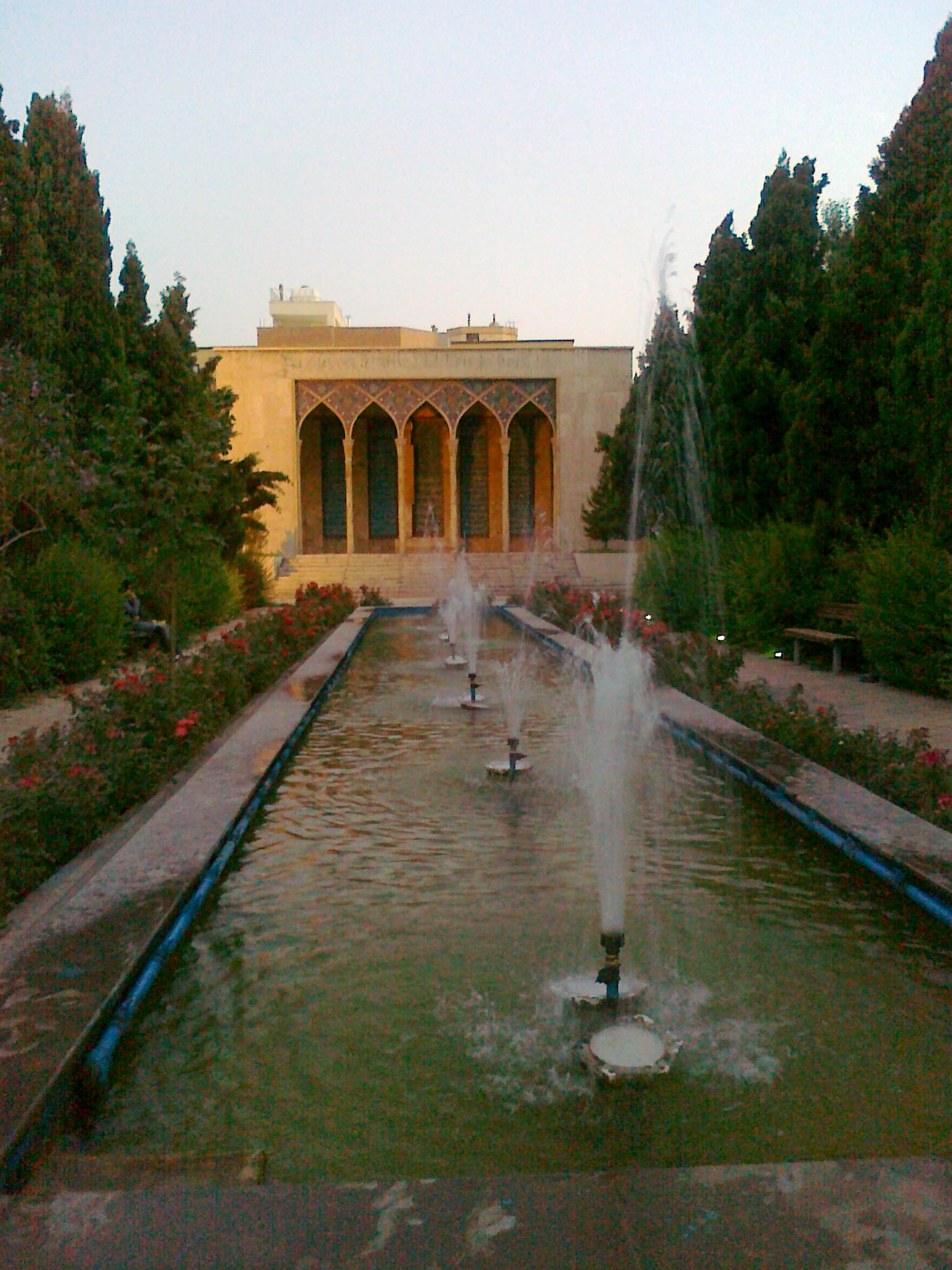
آرامگاه صائب، عباس‌آباد اصفهان

محلهٔ عباس‌آباد (تبریزی‌ها، تبارزه، سکنه التبریزیه) یکی از محله‌های قدیمی در مرکز شهر اصفهان است که از سمت جنوب به زاینده‌رود (محدودهٔ بین سی‌وسه‌پل و پل مارنان) و از سمت شمال به خیابان‌های عباس‌آباد و صائب محدود شده‌است. این محله توسط صنعتگران، هنرمندان، تاجران و ثروتمندان تبریزی که به دستور شاه عباس یکم به اصفهان کوچیدند ساخته شد و بعدها به نام شاه، «عباس‌آباد» خوانده شد. آرامگاه صائب در همین محله قرار گرفته‌است.
محلهٔ عباس‌آباد پس از ساخت، زیباترین بخش شهر اصفهان محسوب می‌شد و شاه عباس از سفیران خارجی در خانه‌های همین محله پذیرایی می‌نمود. جمعیت این محله در دورهٔ صفویه بیش از ۵۰ هزار نفر تخمین زده می‌شود. پس از حملهٔ افغان‌ها به اصفهان، محلهٔ عباس‌آباد تا حدود زیادی ویران گشت. اما این محله امروزه نیز از محله‌های گران‌قیمت اصفهان محسوب می‌شود و به درختان چنار قدیمی خود مشهور است. جمعیت این محله (جدای از بلوک صائب) در سال ۱۴۰۱، ۴۶۴۲ نفر با تراکم ۷۰ نفر در هر کیلومتر مربع بوده است.
ژان شاردن که ۵۰ سال پس از ایجاد محلهٔ عباس‌آباد اصفهان از آن بازدید کرده، دربارهٔ این محله چنین می‌نویسد:
محله عباس‌آباد از دروازه سلطنتی (دروازه دولت) شروع می‌شود. این محله را محله تبریزی‌ها می‌گویند که یکی از بزرگترین محله‌های خارج از شهر هم است. بیش از ۲ هزار باب خانه و اماکن عمومی که عبارت است از ۱۲ مسجد، ۱۹ حمام، ۲۴ کاروانسرا و پنج مدرسه در این محله وجود دارد. عباس‌آباد از پل الله وردیخان شروع و تا پل مارنان که بیش از نیم فرسخ است ادامه می‌یابد. عباس‌آباد با عمارت‌های مجلل و باشکوه از زیباترین نواحی شهر اصفهان است و کوچه‌های آن برخلاف سایر کوچه‌های شهر، مستقیم و راست و در بیشتر آنها جوی آب روان است. در آن دو ردیف درخت یکی کنار نهر و دیگری نزدیک دیوارها قرار دارد.

## افراد برجسته
برخی از افراد برجسته و تبارزهٔ ساکن عباس‌آباد اصفهان:
- صائب تبریزی: شاعر، که در تبریز زاده شده بود و به دستور شاه عباس به همراه خانواده‌اش در محلهٔ عباس‌آباد اصفهان ساکن شدند.[۷]
- عارف عباس‌آبادی: شاعر، هم‌صحبت صائب تبریزی و نویسندهٔ کتاب او
- مهدی الهی عباس‌آبادی: شاعر، متولد تبریز و ساکن عباس‌آباد اصفهان
- بهرام بیگ‌بیانی تبریزی عباس‌آبادی: خوشنویس و شاعر
- محمدرضا راضی: از تبریزی‌های ساکن عباس‌آباد، شاعر و زرگر
- میرزا مقیم جوهری تبریزی: شاعر و زرگر
- اسماعیل خان تبریزی عباس‌آبادی: شاعر
- میرزا ابوتراب عباس‌آبادی: شاعر
- میرزا شریف بیگ خازن: شاعر
- میرزا محمدرضا صدرالکتاب عباس‌آبادی: معمار